# Терешки (Сумская область)
Терешки (укр. Терешки) — село,
Засульский сельский совет,
Недригайловский район,
Сумская область,
Украина.
Код КОАТУУ — 5923581310. Население по переписи 2001 года составляло 81 человек .

## Географическое положение
Село Терешки находится в 1-м км от правого берега реки Сула.
Примыкает к селу Дремово, на расстоянии в 0,5 км расположено село Засулье.
По селу протекает пересыхающий ручей с запрудой.
Рядом проходит автомобильная дорога Т-1917.